# Hillared
Hillared is een plaats in de gemeente Svenljunga in het landschap Västergötland en de provincie Västra Götalands län in Zweden. De plaats heeft 591 inwoners (2005) en een oppervlakte van 111 hectare.

## Verkeer en vervoer
Bij de plaats lopen de Riksväg 27 en Länsväg 154.